# Tenedor de pescado

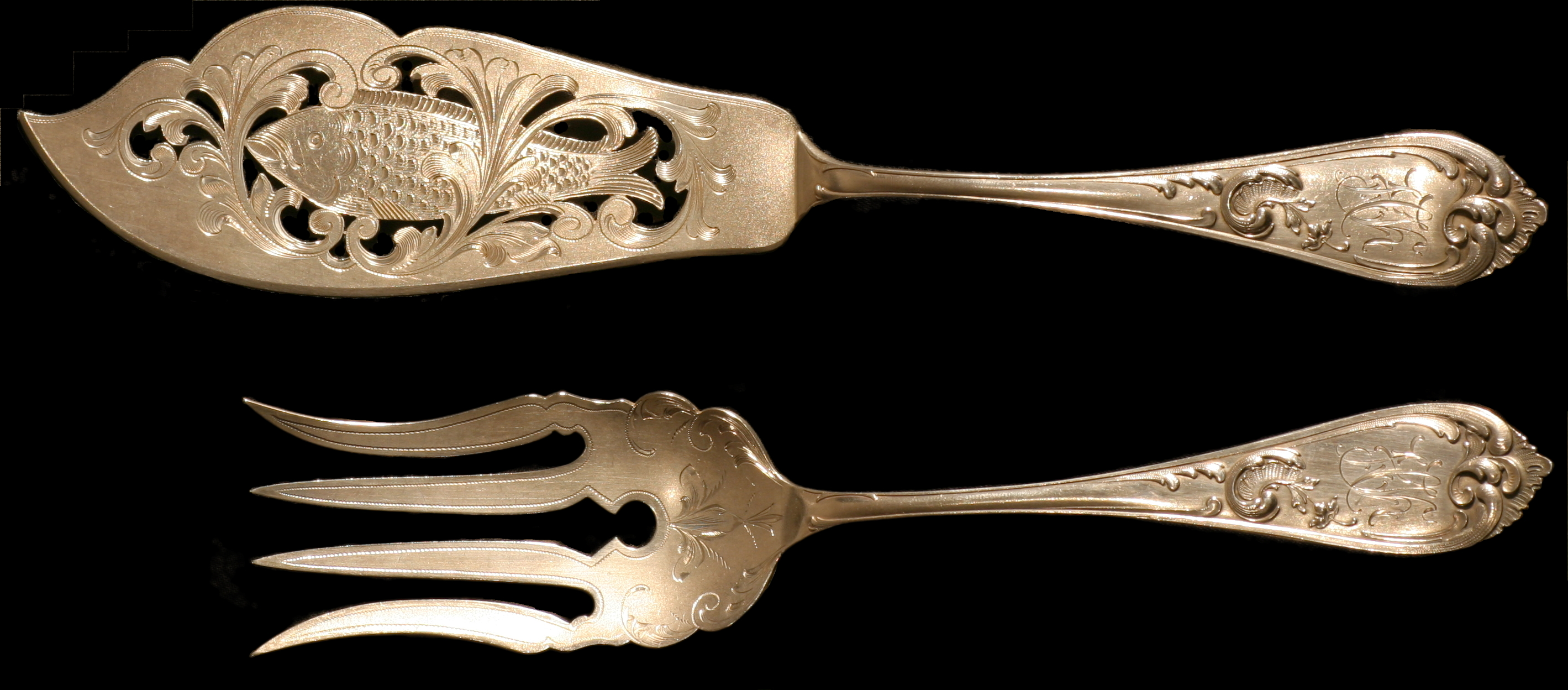
Parte de una cubertería del en la que se puede ver en su parte inferior un tenedor de pescado.

El tenedor de pescado es un utensilio empleado en la mesa que tiene forma de tenedor con tres o más púas que se utiliza para separar las espinas y las diferentes partes de los pescados, una de sus principales características es que suele ser un poco más plano que los tenedores habituales. Se suele usar en la cubertería de una mesa sólo en conjunción con el cuchillo de pescado. 

## Colocación en la mesa
La regla de colocación de este tenedor sobre la mesa es muy sencilla, ya que sin importar si el tenedor es de carne o pescado, irá siempre a la izquierda del plato. La colocación en la mesa depende del menú que se va a degustar, ubicando los utensilios según el orden en que se van a comer, siendo el más externo el del plato que antes se va a comer. "De fuera hacia dentro"